# Lise Davidsen
Lise Davidsen (Stokke, 8 febbraio 1987) è un soprano norvegese.

## Biografia
Nata a Stokke nel 1987, studiò canto a Bergen, diplomandosi nel 2010. Successivamente perfezionò gli studi a Copenaghen dove, nella stagione 2012/13, esordì al Teatro reale danese nei ruoli del cane e della civetta ne La piccola volpe astuta, tornandovi poi come Emilia in Otello e Rosaline ne Il pipistrello. Nel 2014 cantò come solista con la Berliner Philharmoniker presso  l'Accademia reale danese di musica. 
Nel 2015 vinse il concorso Operalia a Londra. Nel 2017 esordì al Festival di Glyndebourne come Ariadne in Ariadne auf Naxos, tenne un recital alla Wigmore Hall e cantò per la prima volta ai BBC Proms. Nella stagione 2017/18 fece il suo debutto anche al Teatro Colón (Isabella ne Il divieto d'amare) e alla Wiener Staatsoper (Ariadne). Nella stagione 2018/2019 esordì al Covent Garden, cantandovi come Freia ne L'oro del Reno, Ortlinde ne La Valchiria e la terza norna ne Il crepuscolo degli dei. 
Nella stagione 2019/20 fece il suo debutto al Metropolitan come Lise ne La dama di picche e tornò alla Royal Opera House come Leonore in Fidelio. Nel novembre 2020 esordì all'Opéra Bastille come Sieglinde, mentre nel 2021 fece il suo esordio al Teatro alla Scala al concerto di riapertura diretto da Riccardo Chailly. Nel 2022 cantò a Vienna come Sieglinde e nel ruolo di Ellen in Peter Grimes, mentre nel 2023 tornò al Covent Garden come Elisabetta de Valois in Don Carlo ed Elisabeth in Tannhäuser. Nel 2024 tornò all'Opéra Bastille come Salomè e al Met come Leonora ne La forza di Destino e Tosca, un ruolo che cantò anche alla Wiener Staatsoper nel dicembre dello stesso anno.